# Coregonus hoyi
Coregonus hoyi је зракоперка из реда Salmoniformes и фамилије Salmonidae.

## Угроженост
Ова врста се сматра рањивом у погледу угрожености врсте од изумирања.

## Распрострањење
Врста је присутна у Канади и Сједињеним Америчким Државама.

## Станиште
Станишта врсте су језера и језерски екосистеми и слатководна подручја. 
Врста Coregonus hoyi је присутна на подручју Великих језера у Северној Америци и језеру Нипигон.